# Mesolita transversa
Mesolita transversa is een keversoort uit de familie boktorren (Cerambycidae). De wetenschappelijke naam van de soort is voor het eerst geldig gepubliceerd in 1862 door Pascoe.